# Being John Malkovich
Being John Malkovich là một phim điện ảnh hài-chính kịch kỳ ảo của Mỹ năm 1999 do Spike Jonze đạo diễn và Charlie Kaufman viết kịch bản. Đây là tác phẩm điện ảnh đầu tiên mà Spike và Charlie thực hiện. Phim có sự góp mặt của John Cusack, Cameron Diaz và Catherine Keener, với John Malkovich và Charlie Sheen vào vai chính họ. Nội dung phim xoay quanh một người thợ làm rối phát hiện một cánh cổng dẫn vào trí óc của Malkovich. Do hãng USA Films phát hành, phim đã giành được ba đề cử tại lễ trao giải Oscar lần thứ 72: đạo diễn xuất sắc nhất cho Jonze, kịch bản gốc xuất sắc nhất cho Kaufman và nữ diễn viên phụ xuất sắc nhất cho Keener.

## Cốt truyện
Craig Schwartz (John Cusack) là một người điều khiển rối thiên tài, do không gặp thời vận và nhiều điều kiện khách quan lẫn chủ quan, anh không thể dùng nghề rối để trang trải cuộc sống. Trong khi đó, anh sống cùng vợ Lotte Schwartz (Cameron Diaz), một người rất yêu và bị ám ảnh bởi động vật, cô nuôi và chăm sóc nhiều loại động vật khác nhau trong nhà. Cuộc sống khó khăn cuối cùng đã bắt anh phải đi kiếm việc làm khác hòng ổn định cuộc sống vợ chồng. Tìm kiếm trên các trang báo tìm việc, cuối cùng Craig tìm được một công việc tại công ty LesterCorp, một công ty có vị trí kì lạ khi nằm ở tầng 7 1/2 tại một tòa nhà cao ốc. Tai đây, anh nảy sinh tình cảm với người đồng nghiệp xinh đẹp Maxime (Catherine Keener). Một lần tình cờ, anh tìm được một ngăn cửa bí mật, mà khi chui vào trong đó người ta có thể sống trong thân xác của một diễn viên tên là John Malkovich (do chính John Malkovich thủ vai) trong vòng 15 phút

## Phân vai
- John Cusack vai Craig Schwartz
- Cameron Diaz vai Lotte Schwartz
- Catherine Keener vai Maxine Lund
- John Malkovich vai John Horatio Malkovich
- Orson Bean vai Tiến sĩ Lester
- Mary Kay Place vai Floris
- Charlie Sheen vai chính ông
- W. Earl Brown vai First J.M. Inc. Customer
- Carlos Jacott vai Larry the Agent
- Willie Garson vai Người đàn ông trong Nhà hàng
- Byrne Piven vai Đại úy James Mertin

## Sản xuất

### Phát triển
Ý tưởng gốc về Being John Malkovich của Kaufman đơn giản là "một chàng trai rơi vào một mối tính với người không phải vợ anh ta". Dần dần anh thêm vào cốt truyện một số yếu tố mà anh thấy mang tính giải trí, như tầng 7½ ở tòa nhà Mertin Flemmer. Trong những ý tưởng đầu của anh, Malkovich là người "không thể nhìn thấy ở bất cứ đâu". Anh viết kịch bản ở dạng spec (kịch bản được viết mà không được đặt trước hay mua) và nghĩ rằng các công ty sản xuất và xưởng phim sẽ đón đọc nó rộng rãi, nhưng tất cả đều từ chối. Hi vọng tìm được một nhà sản xuất, Kaufman gửi kịch bản đến Francis Ford Coppola và sau đó ông đưa kịch bản tới người con rể là Spike Jonze.
Jonze lần đầu đọc kịch bản vào năm 1996 và đã đồng ý cầm trịch phim vào năm 1997. Jonze đã mang kịch bản đến Propaganda Films, và hãng này đồng ý hợp tác sản xuất phim với công ty Single Cell Pictures. Hai nhà sản xuất của Single Cell là Michael Stipe và Sandy Stern đã chiếu phim cho nhiều xưởng phim xem, trong đó có New Line Cinema. Trong đó hãng từ chối dự án sau khi chủ tịch Robert Shaye hỏi "Thế quái nào lại không thể là Being Tom Cruise?". Jonze tiết lộ trong cuộc phỏng vấn năm 2013 rằng Malkovich cũng hỏi anh câu hỏi tương tự trong lần gặp mặt đầu tiên và cũng nhận được quan điểm của Malkovich sau khi phim khởi quay:
Dù bộ phim gây sự chấn động lớn và nó không có duy nhất tên tôi trên tựa đề, nhưng tên tôi lại ở trên tựa đề, nên thôi kệ nó đi, hoặc là nó thành công và tôi mãi mãi gắn liền với nhân vật này.
Trong cùng buổi phỏng vấn trên, Jonze cũng giải thích rằng anh không nhận ra màn trình diễn của Malkovich dũng cảm đến mức nào. Với kinh phí 10 triệu USD, quá trình quay phim chính bắt đầu vào ngày 20 tháng 7 năm 1998 và tiếp tục kéo dài hết tháng 8. Phim lấy bối cảnh chính tại Los Angeles; các địa điểm cụ thể gồm có khuôn viên Đại học Nam California và dàn quan sát trên tàu RMS Queen Mary.

### Tuyển vai
Nghệ sĩ hóa trang của Cameron Diaz là Gucci Westman đã mô tả tạo hình của Diaz trong vai diễn là "một thách thức để làm cô ấy trông thật giản dị". Trong kịch bản có mô tả ngoại hình của các nhân vật một cách tối thiểu, và do đó khi Diaz đảm nhận vai này, cô không hề biết rằng "mọi người sẽ không nhận ra tôi cho đến khi tôi mặc lại trang phục thường và đứng xung quanh nói chuyện với mọi người trong ê-kíp làm phim. Tôi giả vờ là họ biết đó là tôi, nhưng họ lại từng nghĩ tôi là một người lạ." John Cusack đọc kịch bản phim sau khi anh yêu cầu người đại diện của mình giới thiệu cho anh ta "kịch bản điên rồ nhất, khó có thể sản xuất nhất mà anh có thể tìm." Ấn tượng với kịch bản, anh yêu cầu người đại diện theo dõi quá trình tuyển vai và đặt cho anh một buổi thử vai, và sau đó anh đã xuất sắc có được một vai trong phim.
Catherine Keener trích dẫn Being John Malkovich là ví dụ về việc cô đảm nhận một vai diễn dựa trên công việc trước của Jonze. Cô đã nghe về kinh nghiệm của Jonze với video ca nhạc và nhận vai Maxine dù ban đầu cô không ưa nhân vật này và không thấy rằng cô đã đúng về vai này.

## Phát hành

### Chiếu rạp
Being John Malkovich được phát hành giới hạn tại các cụm rạp ở Hoa Kỳ vào ngày 22 tháng 10 năm 1999 và mở màn ở 22 rạp. Trong dịp cuối tuần đầu công chiếu, phim thu về 637,731 USD ở 25 rạp với doanh số trung bình mỗi rạp là 25,495 USD. Phim mở rộng suất chiếu lên 150 rạp trong tuần kế tiếp, đem về 1.9 triệu USD với doanh số trung bình mỗi rạp là 10,857 USD. Trong dịp cuối tuần thứ ba công chiếu, phim đã được chiếu mở rộng đến 467 địa điểm và thu về 2.4 triệu USD, mức trung bình thấp hơn là 5,041 USD/rạp cùng tổng doanh thu là 6.1 triệu USD. Phim được phát hành rộng trong tuần kế tiếp, mở rộng lên 591 cụm rạp và thu về 1.9 triệu USD với doanh số bán vé giảm 20%. Trong cuối tuần thứ năm, phim đem về 2.2 triệu USD với doanh số giảm 17%, sau đó giảm thêm 33% trong tuần sau nữa dù đã mở rộng suất chiếu lên 624 cụm rạp. Phim kết thúc đợt chiếu rạp sau 26 tuần với tổng doanh thu 22,863,596 USD.

## Nhạc phim
| Đánh giá chuyên môn | Đánh giá chuyên môn |
| Nguồn đánh giá      | Nguồn đánh giá      |
| Nguồn               | Đánh giá            |
| ------------------- | ------------------- |
| Allmusic            | [ 24 ]              |

### Danh sách bài hát
Tất cả các ca khúc được viết bởi Carter Burwell, ngoại trừ chỗ ghi chú.
| STT | Nhan đề                                                                            | Thời lượng |
| --- | ---------------------------------------------------------------------------------- | ---------- |
| 1.  | "Amphibian" (Mark Bell Mix, viết bởi Björk)                                        | 2:47       |
| 2.  | "Malkovich Masterpiece Remix" (Viết bởi Spike Jonze, biểu diễn bởi John Malkovich) | 2:22       |
| 3.  | "Puppet Love"                                                                      | 2:02       |
| 4.  | "Momentary Introspection"                                                          | 1:07       |
| 5.  | "You Should Know"                                                                  | 0:34       |
| 6.  | "Craig Plots"                                                                      | 3:40       |
| 7.  | "Malkovich Shrine"                                                                 | 0:45       |
| 8.  | "Embarcation"                                                                      | 1:46       |
| 9.  | "Subcon Chase"                                                                     | 2:03       |
| 10. | "The Truth"                                                                        | 1:21       |
| 11. | "Love on the Phone"                                                                | 0:46       |
| 12. | "To Lester's"                                                                      | 0:26       |
| 13. | "Maxine Kidnapped"                                                                 | 1:15       |
| 14. | "To Be John M"                                                                     | 1:59       |
| 15. | "Craig's Overture"                                                                 | 1:00       |
| 16. | "Allegro từ Music for Strings, Percussion and Celesta, SZ106" (Béla Bartók)        | 7:21       |
| 17. | "Carter Explains Scene 71 to the Orchestra"                                        | 0:29       |
| 18. | "Lotte Makes Love"                                                                 | 1:28       |
| 19. | "Monkey Memories"                                                                  | 1:32       |
| 20. | "Future Vessel"                                                                    | 3:40       |
| 21. | "Amphibian" (Film Mix, written by Björk)                                           | 4:37       |